# بادي غريني (لاعب كرة قاعدة)
بادي غريني (بالإنجليزية: Paddy Greene)‏ هو لاعب كرة قاعدة أمريكي، ولد في 20 مارس 1875 في بروفيدنس في الولايات المتحدة، وتوفي بنفس المكان في 20 أكتوبر 1934.

## وصلات خارجية
- بادي غريني على موقعبيزبول رفرنس.كوم (الدوري الرئيسي) (الإنجليزية)
- بادي غريني على موقعبيزبول رفرنس.كوم (الدوري الثانوي) (الإنجليزية)